# Slobozia (okręg Ardżesz)
Slobozia – wieś w Rumunii, w okręgu Ardżesz, w gminie Slobozia. W 2011 roku liczyła 4305 mieszkańców.